# Межозерье (Тверская область)
Межозерье — деревня в Березорядском сельском поселении Бологовского района Тверской области России.

## География
Располагается неподалеку от реки Мста.
Соседние деревни: Сеглино и Бехово.

## Население
| 2010 |
| ---- |
| 15   |

В соответствии с данными 2014 года в деревне официально проживает 12 человек.
На сегодняшний момент в деревне насчитывается 34 домов, 7 из которых являются постоянно жилыми, в 14 проживают только летом, остальные заброшенные или полуразрушенные.

## Инфраструктура
Дорогая, проходящая через деревню, является песчано-гравийной. По вторникам, четвергам и субботам осуществляется развозка бологовского свежеиспечённого хлеба. Через деревню проходит маршрут автобуса № 105 (Бологое — Сеглино). Через деревню протянута электрическая сеть. Все дома в деревне деревянные.